# Audio Stream Input/Output
Audio Stream Input/Output, ook wel afgekort tot ASIO, is een protocol voor stuurprogramma's voor digitale audio, waarmee een korte reactietijd ("latency") van de hardware kan worden bereikt. Voorbeelden van software die het ASIO protocol gebruiken zijn BPM Studio van Alcatech en Cubase van Steinberg. Deze laatste firma heeft het protocol oorspronkelijk ontwikkeld.
Door het gebruik van ASIO-drivers kan een latency (vertraging tussen input en output) van 0,7 ms gerealiseerd worden (mits er een stevige processor in het computersysteem zit).
ASIO ondersteuning is beperkt tot Microsoft Windows, aangezien andere besturingssystemen zoals Mac OS X of Linux veel minder last hebben van latencyproblemen dan Windows. Sinds 2007 bestaat er tevens een experimentele ASIO-driver voor Wine, een Windows-emulator voor Linux.
ASIO gaat voorbij aan de meeste lagen aansturingssoftware voor audio, en spreekt de hardware zo direct mogelijk aan. Iedere laag besturingssoftware die gepasseerd wordt, levert een winst op in de latency (de vertraging die optreedt tussen het aansturen van de hardware via de software, en het daadwerkelijk reageren van de hardware). Hoewel er naast ASIO een grote verscheidenheid aan andere audioprotocollen voor Windows bestaat, ligt de grote kracht van ASIO in het voorbijgaan aan de Windows-audiomixing-kernelmodule, KMixer.